# 愛をください (徳永英明のアルバム)
『愛をください』（あいをください）は、2003年2月27日に発売された德永英明13枚目のスタジオ・アルバム。

## 概要
前作『remind』から2年9ヶ月ぶり、ユニバーサルミュージック移籍第一弾アルバム。
本作の発売日は德永の42歳誕生日当日であった。
DVD付初回生産限定盤と通常盤の2形態で発売。
初回生産限定盤には「君をつれて（Music Clip）」「愛をください（德永英明監督プライベートプロモーションビデオ）」を収録したDVD付。
本作と同日に、アポロン所属時である1986年～1997年に発売されたオリジナル・アルバムとベスト・アルバムの再発売が行なわれた。

## 収録曲
作詞（特記以外）・全作曲：德永英明／作詞：山田ひろし（2）／編曲：西脇辰弥（1〜8）坂本昌之（9,10）
1. 愛をください（5:08）[5]
  - 「NTT DoCoMo東海」CMソング
2. 君をつれて（5:24）[5]
3. 大宇宙（おおぞら）（5:45）[5]
4. reset（4:13）[5]
5. せらぴすと（5:51）[5]
6. oneness（4:18）[5]
7. 幾千の時を経て（5:43）[5]
8. そら　花（5:34）[5]
9. love & peace（5:29）[5]
10. 愛のカタチ（5:09）[5]